# Implant extraterestru
Implant extraterestru - este un termen folosit în ufologie pentru a descrie un obiect fizic plasat în corpul cuiva după ce ar fi fost răpit de extratereștri. Se presupune că aceste implanturi conțin nanotehnologie, că au un rol de control al minții, că sunt dispozitive care "emit semnale radio" etc. Ca și subiectul privind OZN-urile în general, ideea de "implanturi extraterestre" a căpătat foarte puțină atenție din partea oamenilor de știință mainstream.

## Legături externe
- Scientific Analysis of an "Alien Implant" by Dr. Susan Blackmore
- Video of an alleged alien implant
- Article about alleged alien implants Arhivat în 22 aprilie 2015, la Wayback Machine.
- Audio interviews with alien abduction researcher Derrel Sims Arhivat în 3 martie 2016, la Wayback Machine.
- Video of alleged alien implant
- Aliens Implants Secret society Alien Abduction Documentary UFO 2013